# Ferdinand Noeldechen (General, 1895)

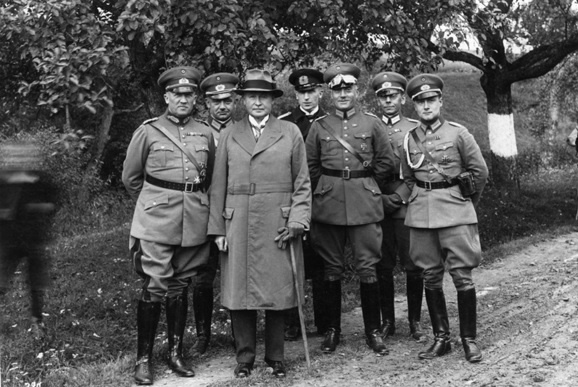
Hauptmann Noeldechen (2. v. l.) mit Offizieren des Reichswehrministeriums. 1930

Ferdinand Noeldechen (* 26. April 1895 in Preußisch Stargard; † 20. Oktober 1951 in Hamburg) war ein deutscher Generalleutnant im Zweiten Weltkrieg.

## Leben und Wirken

### Jugend und Erster Weltkrieg
Noeldchen war ein Sohn des Ferdinand Max August Noeldechen (1853–1927), der es als Offizier bis zum Generalleutnant bringen sollte.
In seiner Jugend wurde Noeldechen in einer Kadettenanstalt erzogen. Am 29. Oktober 1913 trat er in das 2. Schlesische Feldartillerie-Regiment Nr. 42 in Schweidnitz ein. Dort erfolgte am 18. Juni 1914 seine Beförderung zum Leutnant, wobei das Patent auf den 22. Juni 1913 ausgestellt war.
Von 1914 bis 1918 nahm Noeldechen am Ersten Weltkrieg teil, wurde verwundet und mit beiden Klassen des Eisernen Kreuzes, dem Hamburger Hanseatenkreuz sowie dem Verwundetenabzeichen in Schwarz ausgezeichnet.

### Weimarer Republik
Nach dem Zusammenbruch des deutschen Kaiserreiches und der Gründung der Weimarer Republik wurde Noeldechen 1920 in die Reichswehr übernommen. Nachdem er 1919 dem Artillerie-Regiment 6 zugeteilt gewesen war, wurde er schließlich in das 3. Artillerie-Regiment übernommen, wo er zunächst im Abteilungsstab und später als Batterieoffizier eingesetzt wurde. Im Frühjahr 1924 diente Noeldechen in der 16. Batterie des 3. (Preußisches) Artillerie-Regiment in Sagan und von 1925 bis 1926 in der 13. Batterie.
Im Oktober 1926 wurde Noeldechen zum Adjutanten des damaligen Majors im Reichswehrministerium Kurt von Schleicher ernannt. Als Schleicher in den folgenden Jahren zu einer Schlüsselfigur der deutschen Politik aufstieg, wurde Noeldechen zu einem der wenigen unmittelbaren Zeugen dessen Tätigkeit als Chef der Ministerabteilung im Reichswehrministerium (1929 bis 1932), als Reichswehrminister (1932 bis 1933) und zuletzt als Reichskanzler (Dezember 1932 bis Januar 1933). Dank seines Wissens über die Aktivitäten und Pläne Schleichers hinter den Kulissen wurde Noeldechen nach dem Zweiten Weltkrieg zu einem wichtigen Zeugen für die Erforschung des Endes der Weimarer Republik im Allgemeinen und der Rolle Schleichers im Besonderen. Die Noeldechen von Schleicher zur Verwahrung übergebenen Dokumente aus dessen persönlicher Registratur entgingen der Beschlagnahme durch die Gestapo, sie bilden heute den Kern des Nachlasses von Schleicher im Bundesarchiv-Militärarchiv.

### Zeit des Nationalsozialismus
Nach der Machtergreifung (30. Januar 1933) wurde Noeldechen auf eigenen Wunsch wieder der Truppe zugeteilt. Am 1. April 1937 wurde Noeldechen beim Artillerie-Regiment 18 zum Oberstleutnant befördert. Von dort wurde er am 1. April 1938 als Adjutant IIa dem neugebildeten XVIII. Armeekorps in Salzburg zugeteilt. Diese Stellung behielt er bis zum März 1940; in diesem Monat wurde er zum Kommandeur des Artillerie-Regiments 12 ernannt, das er während des Frankreichfeldzuges Mai/Juni 1940 und beim Überfall auf die Sowjetunion 1941 führte. Während dieser Zeit wurde er am 1. April 1940 zum Oberst befördert und erhielt am 15. Dezember 1941 das Deutsche Kreuz im Gold. Am 1. Februar 1942 gab Noeldechen sein Kommando ab und wurde in die Führerreserve versetzt. Im Oktober 1942 wurde er dann zum Kommandeur der 96. Infanterie-Division im Nordabschnitt der Ostfront ernannt. Während dieser Zeit wurde er am 1. November 1942 zum Generalmajor und am 1. Mai 1943 zum Generalleutnant befördert sowie am 8. Juni 1943 mit dem Ritterkreuz des Eisernen Kreuzes ausgezeichnet.
Ende Juni 1943 gab Noeldechen sein Kommando über die 96. Infanterie-Division wieder ab und wurde erneut in die Führerreserve versetzt. Im Oktober 1943 erhielt er das Kommando der neuen Division 438 in Salzburg, das er bis zum Kriegsende im Mai 1945 beibehielt.

## Schriften
- Institut für Zeitgeschichte: Zeugenschrifttum Nr. 276 General a. D. Ferdinand Noeldechen.
- Bemerkungen Noeldechens zu Meissners Memoiren vom 24. Februar 1951, in: Werner Conze (Hrsg.): Zum Sturz Brüning. Eine Dokumentation. In: Vierteljahrshefte für Zeitgeschichte. 1/53, S. 273–275 (PDF).